# Max Dévé
 (décembre 2012).
Si vous disposez d'ouvrages ou d'articles de référence ou si vous connaissez des sites web de qualité traitant du thème abordé ici, merci de compléter l'article en donnant les références utiles à sa vérifiabilité et en les liant à la section « Notes et références ».
Max Eugène Dévé, né le 30 septembre 1893 à Paris et mort le 16 février 1976 à Saint-Mandé (Val-de-Marne), était le navigateur et second pilote de l'équipage du Couzinet 33 Biarritz qui effectua en 1932 la première liaison aérienne Paris-Nouméa. Il était le fils aîné de Charles Dévé et Alexandrine Bercioux.

## Biographie
En 1914, il est admissible à l’École Navale. Pendant la Première Guerre mondiale, il est d’abord officier d’artillerie, puis en 1916 lieutenant observateur en avion. En 1917 il est envoyé sur le front russe en Galicie Podolie, il  rencontre Charles de Verneilh Puyraseau, qui est pilote dans son escadrille. Fin 1917, ils assistent à la révolution bolchévique. Il parvient à revenir en France et est affecté au front en Alsace. 
En 1919, il intègre Le Service Technique de l'Aéronautique. Il est breveté pilote militaire en 1921. De 1922 à 1925, il est au ministère de la Guerre. En 1926, il participe à un stage de navigation à l'École Navale à Brest et obtient son brevet de navigation puis le brevet supérieur de navigation, il enseigne cette discipline à l’École d’Application de l’Aéronautique Militaire de Versailles de 1927 à 1934. Pendant cette période, il participe à l'adaptation de la navigation maritime à la navigation aérienne.
Il est l'auteur du premier manuel de navigation aérienne en 1928 et est nommé chef de travaux à l'École Supérieure de l'Aéronautique.
C’est pendant cette période qu’il effectue les raids suivants :
- en avril-mai 1927, avec l'adjudant Maurice Rossi, premières liaisons sans escale Paris-Oran et Casablanca-Paris, sur Potez 25 à moteur Lorraine de 450 chevaux ;
- en 1930, avec Charles de Verneilh Puyraseau, pilote privé, et Dronne, mécanicien sur Farman 190, le tour de la Méditerranée orientale, soit un raid de quelque 9 000 kilomètres en cinq jours ;
- en 1932, capitaine d’active, il obtient un congé spécial de 4 mois pour mettre en pratique ses enseignements : première liaison Paris-Nouméa sur trimoteur Couzinet 33 Biarritz, comme navigateur, radio et second pilote, avec Charles de Verneilh Puyraseau pilote et Émile Munch mécanicien, soit quelque 24 000 kilomètres en vingt-huit jours, 133 heures de vol et 20 étapes, soit un des plus longs raids jamais réalisés.

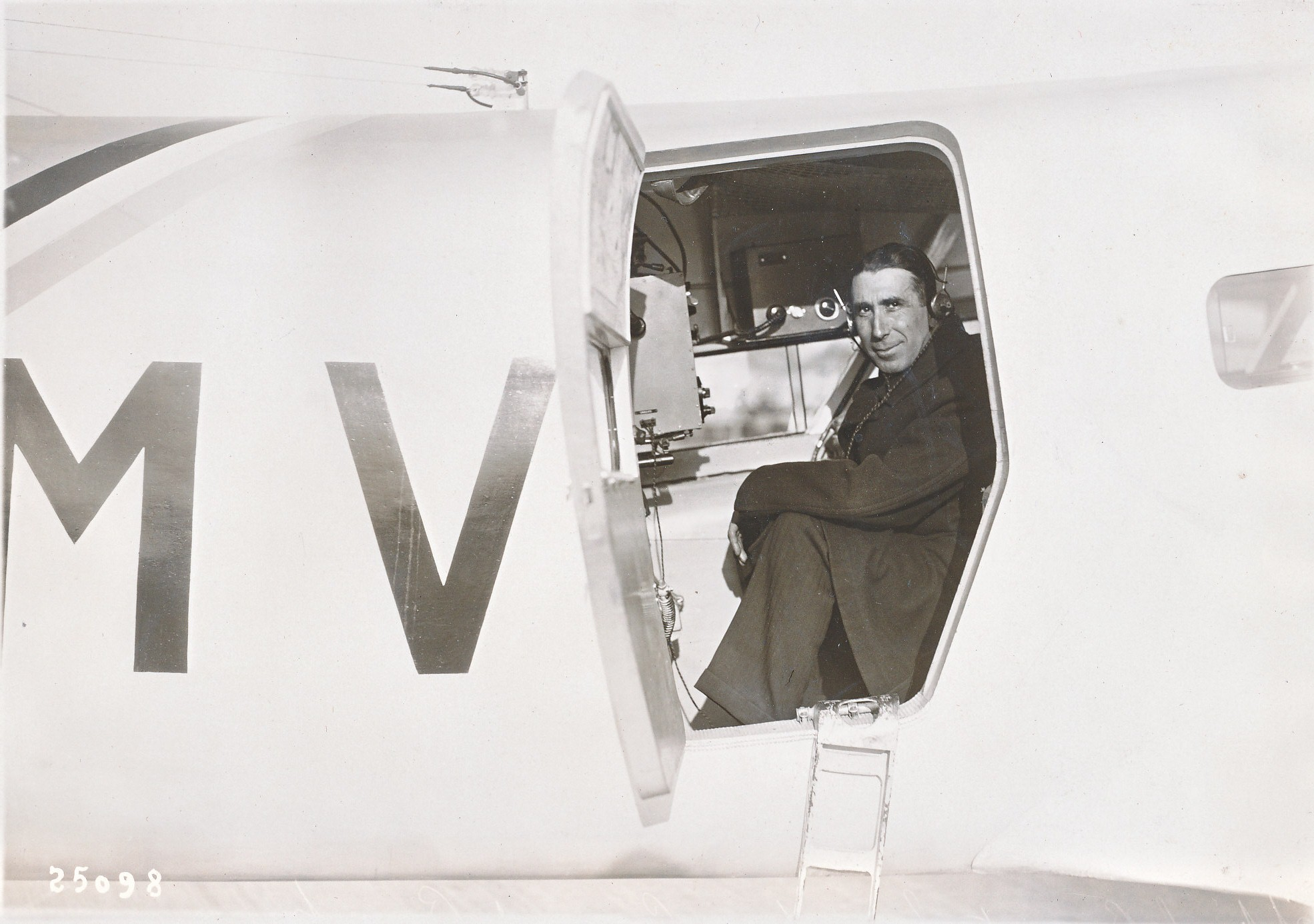
Max Dévé à bord du Biarritz en 1932

À la suite de ce raid, il visite la Nouvelle-Calédonie, les Nouvelles-Hébrides et la Polynésie Française, et à son initiative, il rédige une étude sur les Intérêts et Possibilités de l'Aviation Françaises dans les Possessions Françaises du Pacifique Sud.
En 1933, il est désigné navigateur en chef de la « Croisière noire aérienne », escadre de 28 Potez 25 TOE commandée par le général Joseph Vuillemin. 
En 1934, il accède au grade de commandant et est nommé chef de cabinet du Général Denain, ministre de l'Air.
1934 est l'année où l'Armée de l’air est devenue une arme à part entière.   
Profondément marqué par son raid vers la Nouvelle-Calédonie, Max Dévé met en place, dès 1935 les arguments en faveur du développement de l'aviation dans le Pacifique, en particulier en Nouvelle-Calédonie : position géographique stratégique sur les grandes lignes commerciales et insiste ardemment pour l'installation d'une aviation militaire.     
De 1935 à 1939, il commande l’hydrobase aérienne (hydravions torpilleurs Farman Goliath) de Bizerte El-Aouina en Tunisie. Ce fut la seule hydrobase créée par l'Armée de l'air.  
En 1939, il est nommé lieutenant-colonel  à l' Inspection du bombardement, il prend le commandement de la  31e escadre de bombardement en Champagne (bombardiers lourds Bloch MB.200) en mars. L'escadre est transférée à Lézignan-Corbières en mars 1940 et dissoute le 1er mai 1940.
De 1940 à 1942, il est commandant de groupement et de bases aériennes (Lézignan-Corbières, Toulouse Francazal et Salon-de-Provence).
En 1941, il fonde, organise et dirige jusqu'en 1946 le Service d'Information Aéronautique (SIA).
En 1945, il est nommé colonel.
Il prend sa retraite de l’Armée de l’air en 1946 comme colonel en congé du personnel navigant.                                                
En 1946, il entre au Secrétariat Général à l’Aviation Civile et Commerciale (SGACC) comme agent contractuel, et devient Attaché à la direction de la Navigation et des Transports Aériens.
En 1948, toujours convaincu de la nécessité d'un engagement aéronautique de la France dans le Pacifique, il rédige une lettre à titre personnel au Ministre de la France d'Outre-Mer, aucun vol de Paris à Nouméa n'ayant été réalisé depuis 1932, il demande avec insistance qu'un avion de la TAI, de l'Armée de l'air ou d'Air France soit envoyé en Nouvelle-Calédonie, depuis Paris. L'exploitation régulière commencera en 1949 avec Air-France, puis en 1956 avec la TAI.
En 1951, il est nommé, compte tenu de son expérience, au service des Organisations Aéronautiques  Internationales, et prend part à différentes réunions de l'Organisation de l'aviation civile internationale (O.A.C.I.) ; il préside plusieurs d'entre elles, notamment celle de la Division de l'Information Aéronautique (Montréal 1952) et celle de l'Information et des Cartes Aéronautiques (Montréal 1959). La même année 1959, il est chef de la délégation française à la réunion régionale de l'O.A.C.I.pour le Moyen-Orient et l'Asie du Sud-Est.
Il prend sa retraite de l’aviation civile fin 1959 et meurt le 16 février 1976 à l’hôpital militaire de Saint-Mandé.

## Famille
Il épouse en juillet 1935 Odette Dufresne dont il a six enfants. 

## Distinctions
- Commandeur de la Légion d'honneur (17 février 1948)
- Croix de guerre 1914–1918 (étoile de bronze et palme)
- Médaille de l'Aéronautique
- Ordre de Sainte-Anne
- Chevalier de l'ordre de Saint-Stanislas (Russie impériale)

Max Dévé reçoit la Grande Médaille d'Argent de l'Aéro-Club de France et la Médailles de Sociétés étrangères et coloniales.